# Долгое (Калининградская область)
Долгое (до 1938 — Байнигкемен (нем. Beinigkehmen), до 1946 — Байниккен (нем. Beinicken)) — посёлок в Краснознаменском городском округе Калининградской области. Входил в состав Алексеевского сельского поселения.

## Население
| 1867 | 1885 | 1905 | 1910 | 1933 | 1939 | 2002 |
| ---- | ---- | ---- | ---- | ---- | ---- | ---- |
| 182  | ↘176 | ↗209 | ↘196 | ↘179 | ↘147 | ↘62  |
| 2010 |      |      |      |      |      |      |
| ↗69  |      |      |      |      |      |      |

## История
Деревня Байнигемен была основана во второй половине 1480-х годов. 
Недалеко от деревни находилась гора Блоксберг, на ней находилась жилище знатного прусса Байнике, от его имени произошло название деревни.
Населённый пункт назывался Байнигемен до 1938, Байниккен до 1946 года